# Córdoba, Veracruz

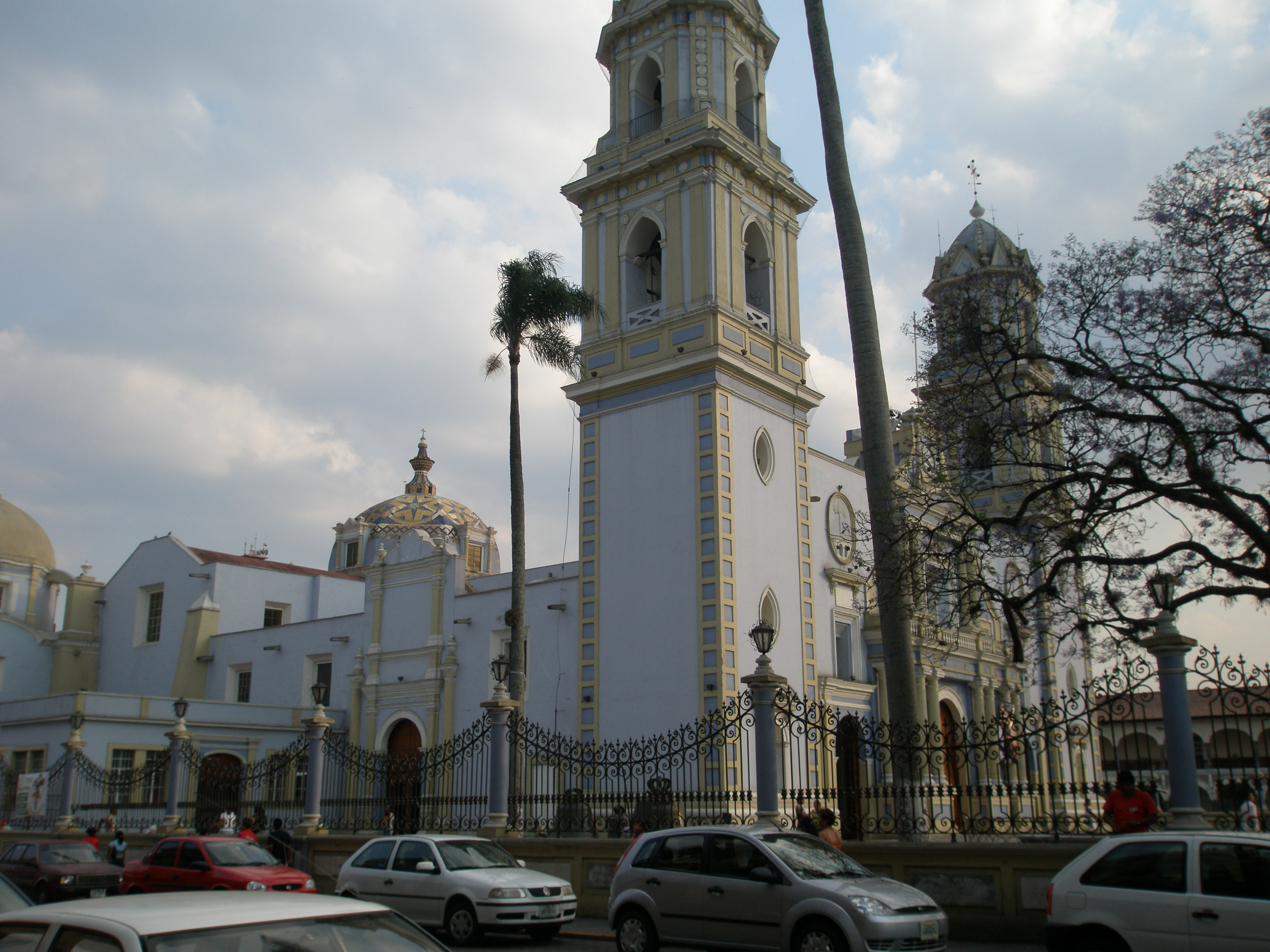
Domkyrkan i Córdoba

Córdoba är en stad i delstaten Veracruz i Mexiko. 136.237 invånare 2005 (i kommunen 186.623).
Staden, som fått sitt namn efter Diego Fernández de Córdoba drabbades av en svår jordbävning 1973.